# Robert Leroux (Fechter)
Robert Leroux (* 22. August 1967 in Casablanca, Marokko) ist ein ehemaliger französischer Degenfechter.

## Erfolge
Robert Leroux wurde mit der Mannschaft 1994 in Athen Weltmeister sowie 1991 in Budapest, 1993 in Essen und 1995 in Den Haag Vizeweltmeister. Im Einzel sicherte er sich 1995 in Den Haag Silber und 1997 in Kapstadt Bronze. Zweimal nahm er an Olympischen Spielen teil: 1992 verpasste er in Barcelona als Viertplatzierter mit der Mannschaft knapp einen Medaillengewinn. Bei den Olympischen Spielen 1996 in Atlanta setzte sich die französische Equipe, nach einer Halbfinalniederlage gegen Russland, im Gefecht um Rang drei gegen Deutschland mit 45:42 durch, sodass Leroux gemeinsam mit Jean-Michel Henry und Éric Srecki die Bronzemedaille gewann. Die Einzelkonkurrenz beendete er nach einer Niederlage in der dritten Runde gegen Kaido Kaaberma auf Rang zwölf.
2006 heiratete er Valérie Barlois, die 1996 ebenfalls olympische Medaillen im Degenfechten gewann.